# Chabana

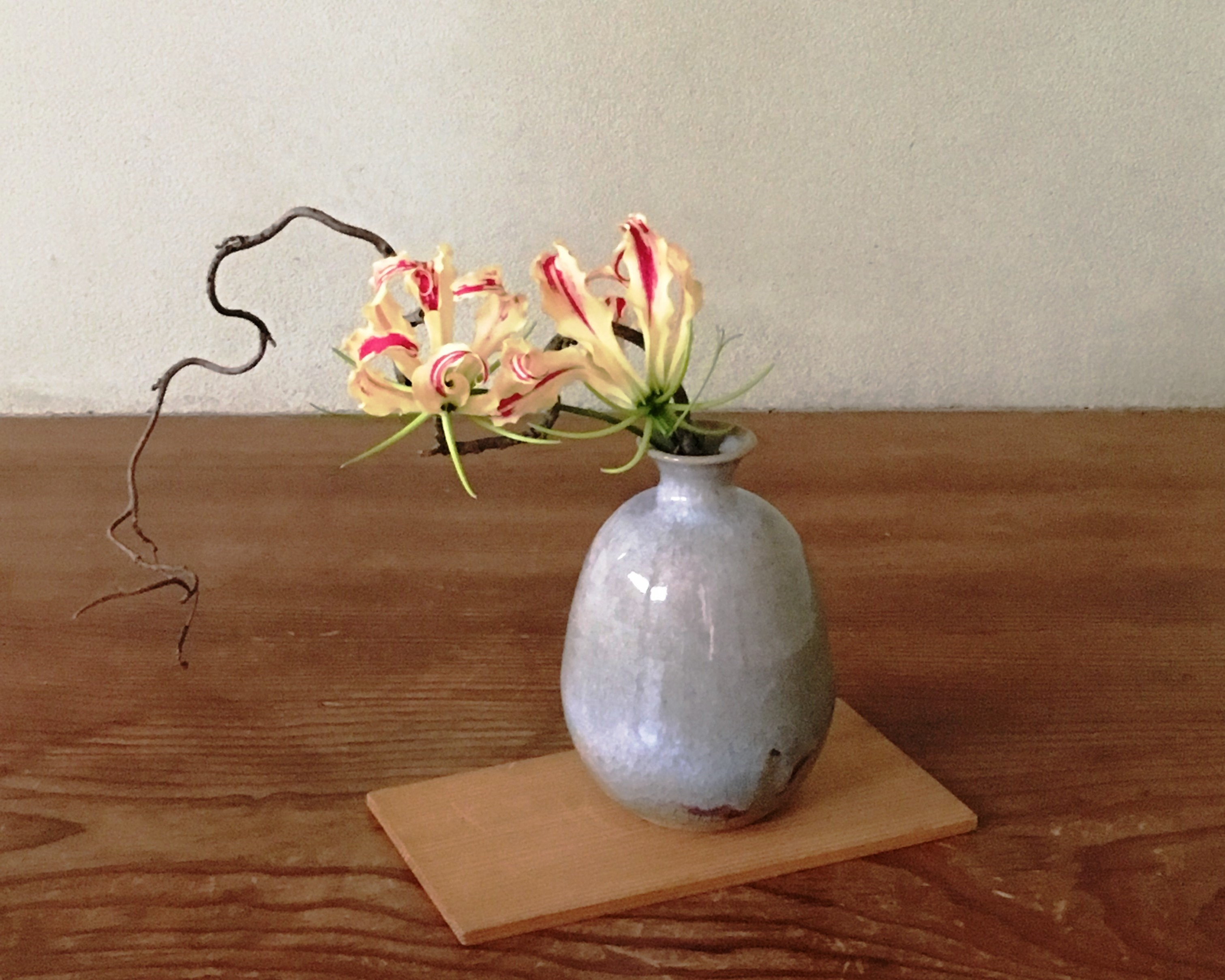
Arreglo chabana de la escuela Sōgetsu-ryū

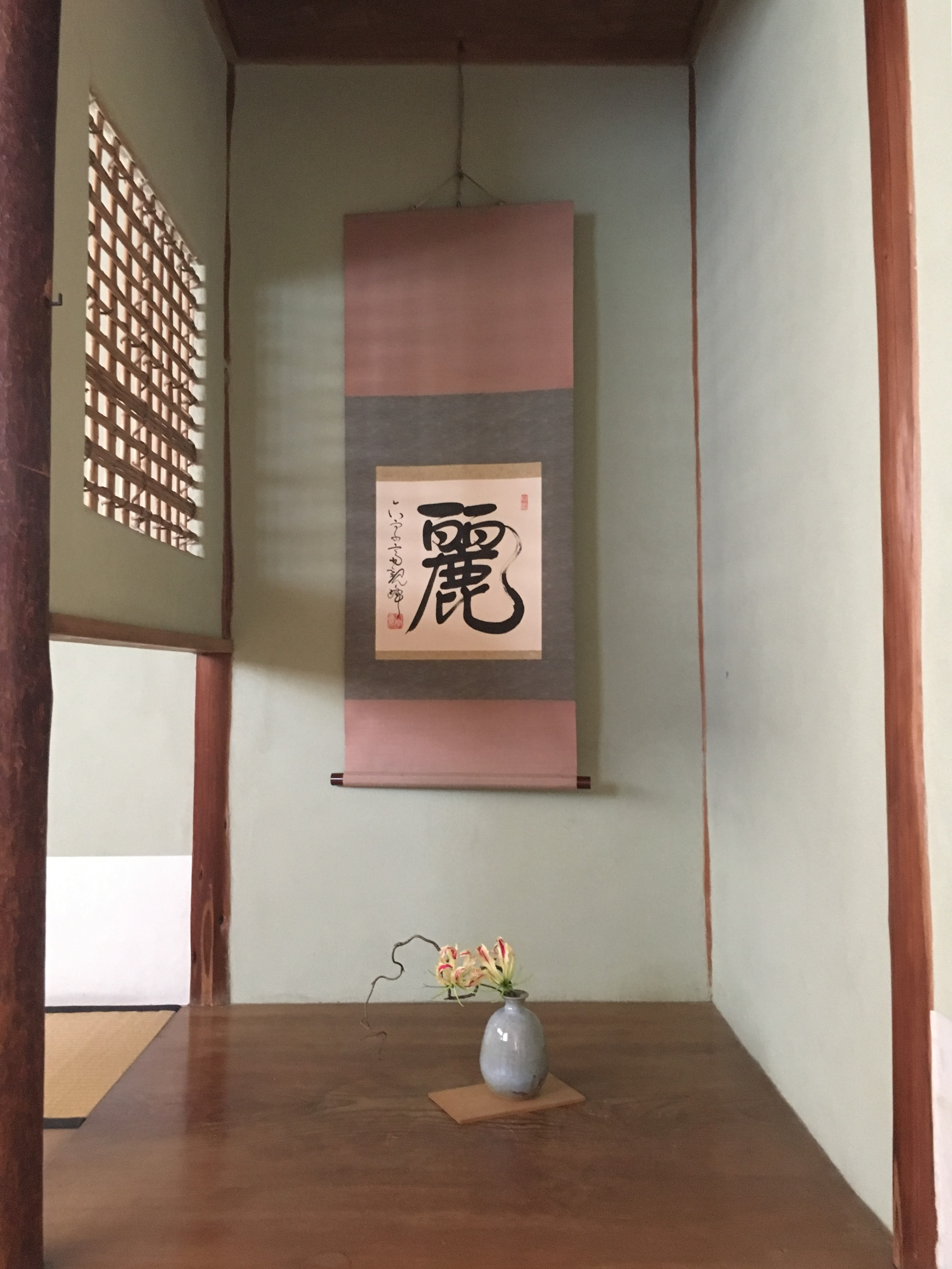
Imagen más amplia del mismo arreglo dentro del contexto de una alcoba tokonoma, frente a un pergamino colgante kakemono

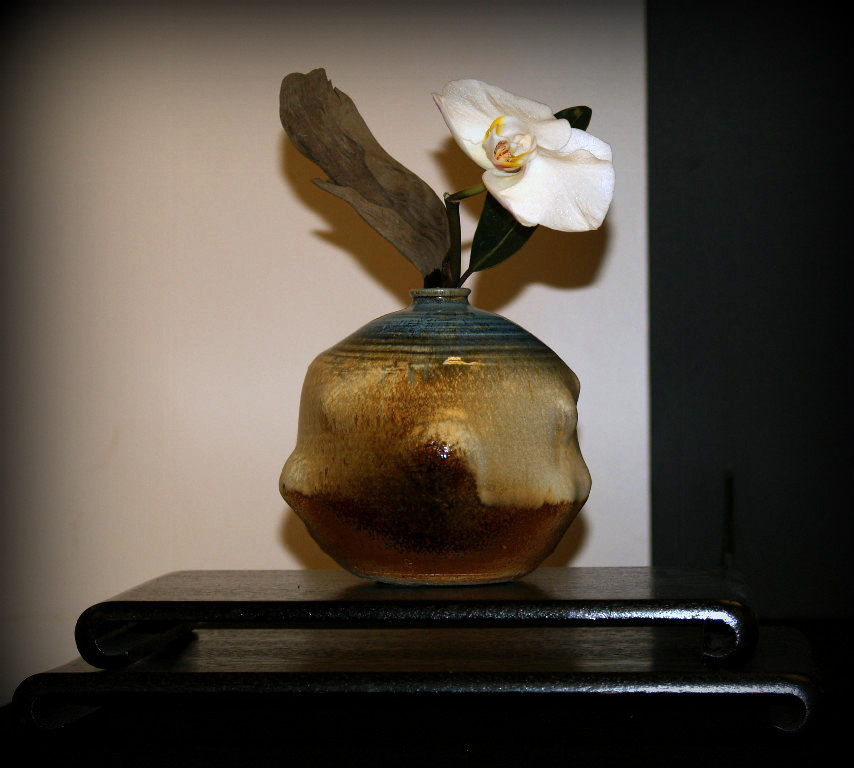
Arreglo Chabana de la escuela Shofu-Ryu Banmi

Chabana (茶花, literalmente «flores de té») es un género de arreglo de flores que se prepara para acompañar la ceremonia del té japonesa, el cual se hace con una amplia variedad de plantas, consideradas convencionalmente como apropiadas para tal uso, como lo demuestra las indicaciones contenidas en publicaciones enciclopédicas tales como Genshoku Chabana Daijiten, una enciclopedia sobre chabanas. El método de arreglar las flores sigue el estilo de arreglo floral «tirado» o nageire. A su vez, el nageire es considerado como una cierto estilo de ikebana, el «camino de las flores»  japonés. El chabana tuvo su origen en las primeras ofrendas florales budistas (kuge). El chabana implica específicamente la exhibición de flores en la habitación o espacio para el chadō.

## Historia
La historia del chabana sigue los pasos de la historia del chadō, y dentro de este entorno histórico, el chabana surgió en paralelo con el nacimiento del wabi-cha alrededor del período Azuchi-Momoyama. Sen no Rikyū es considerado la persona más influyente en el desarrollo de wabi-cha, y también se le menciona como el creador del modo de arreglo floral nageire que lo acompaña, que se caracteriza por la libertad y la espontaneidad al expresar la belleza natural del material. Entre las declaraciones que se le atribuyen, la primera de la serie de siete conocida como «Los siete preceptos de Rikyū» (Rikyū shichisoku) se refiere al chabana. Y allí dice: «Las flores [chabana] deben ser como estar en el páramo».
En la historia del ikebana, el estilo nageire se agregó al más estilizado arreglo rikka a fines del siglo XVII, influenciado por el chabana. Este nuevo estilo tenía menos reglas y atraía a aquellos que buscaban un aspecto más simple y natural. El estilo chabana, sin reglas formales escritas, se convirtió en el estilo de arreglo estándar para la ceremonia japonesa del té.

## Utilización
El chabana es uno de los principales focos de atención para los invitados a una ceremonia del té, y se exhibe en el tokonoma u otra área similar, reservada para mostrar los elementos temáticos clave de la ceremonia. El elemento temático principal sería el kakemono, generalmente un pergamino colgante con una frase zen escrita con pincel y tinta. Por lo general, el chabana está en el tokonoma cuando los invitados entran por primera vez a la habitación, pero también el chabana puede exhibirse más tarde, en el momento principal de la ceremonia luego del intermedio, cuando los invitados salen un momento. En cualquier caso, cuando los invitados vuelven a entrar en la sala, primero deben tomar nota del elemento o elementos que se muestran en el tokonoma, que marcan el tono de la ceremonia.

## Otros detalles
Los materiales para los jarrones van desde el bronce hasta la cerámica vidriada y no vidriada, pasando por el bambú, el vidrio y otros materiales. Un concepto importante en la ceremonia japonesa del té es la distinción entre shin, gyō, sō, que puede traducirse como «formal, moderado, relajado», una distinción que informa todos los aspectos de la ceremonia. Si el espacio donde se lleva a cabo la ceremonia es un lugar formal, como una sala de recepción estilo shoin, entonces el chabana debe estar adecuadamente presentado en un jarrón o canasta adecuados.
Hay flores que se consideran inapropiadas para el chabana. Se les conoce como kinka, literalmente «flores prohibidas». Según el Genshoku Chadō Daijiten, son flores con nombres desagradables, olores desagradables, olores fuertes, sin estacionalidad clara o con floraciones extremadamente duraderas.